# I liga polska w piłce siatkowej mężczyzn (1975/1976)
I liga polska w piłce siatkowej mężczyzn 1975/1976 – 40. edycja rozgrywek o mistrzostwo Polski w piłce siatkowej mężczyzn.

## Drużyny uczestniczące
| | I liga 1975/1976               |   |      |
| --- | ------------------------------ | - | ---- |
| RZE | Resovia                        | 1 | PEMK |
| MIL | Płomień Milowice               | 2 |      |
| OLS | AZS Olsztyn                    | 3 |      |
| ŚWI | Avia Świdnik                   | 4 |      |
| KRA | Hutnik Kraków                  | 5 |      |
| LEG | Legia Warszawa                 | 6 |      |
| MIE | Stal Mielec                    | 7 |      |
| SIE | VC Górnik Siemianowice Śląskie | 8 |      |
| | Awans z II ligi                |   |      |
| GDA | Stoczniowiec Gdańsk            |   |      |
| WRO | Gwardia Wrocław                |   |      |
| Oznaczenia: - kolumna pierwsza – skróty nazw drużyn wpisane na mapie (jeśli ta została zamieszczona), - kolumna trzecia – miejsce zajęte przez daną drużynę w poprzednim sezonie. |                                |   |      |

## Klasyfikacja końcowa
| Miejsce | Drużyna                        |
| ------- | ------------------------------ |
| 1.      | AZS Olsztyn                    |
| 2.      | Płomień Milowice               |
| 3.      | Avia Świdnik                   |
| 4.      | Stoczniowiec Gdańsk            |
| 5.      | Gwardia Wrocław                |
| 6.      | Hutnik Kraków                  |
| 7.      | Resovia                        |
| 8.      | VC Górnik Siemianowice Śląskie |
| 9.      | Stal Mielec                    |
| 10.     | Legia Warszawa                 |

     spadek do II ligi